# ヘカベ (エウリピデス)
『ヘカベ』（ヘカベー、希: Ἑκάβη, Hekabē、羅: Hecuba）は、古代ギリシアのエウリピデスによるギリシア悲劇の1つ。
トロイア王プリアモスの妻で、トロイア戦争終結後アガメムノーンの奴隷となったヘカベーが、息子ポリュドーロスを殺したトラキア王ポリュメーストールに復讐する様を、ケルソネーソスの浜辺の幕舎を舞台に描かれる。
上演年は分かっていない。紀元前424年頃の作品と推定される。

## 日本語訳
- 『希臘悲壯劇 エウリーピデース 上』 田中秀央・内山敬二郎共訳、世界文學社、1949年
- 『ギリシア悲劇全集 第3巻 エウリピデス篇Ⅰ』 高津春繁訳、人文書院、1960年
- 『世界古典文学全集9　エウリピデス』 高津春繁訳、筑摩書房、1965年
- 『ギリシャ悲劇全集Ⅲ エウリーピデース編Ⅰ』 内山敬二郎訳、鼎出版会、1977年
- 『ギリシア悲劇Ⅲ エウリピデス（上）』 高津春繁訳、ちくま文庫、1986年
- 『ギリシア悲劇全集6　エウリーピデースⅡ』 丹下和彦訳、岩波書店、1991年
- 『エウリピデス 悲劇全集 2』 丹下和彦訳、京都大学学術出版会〈西洋古典叢書〉、2013年